# 菲利普·德·诺瓦耶

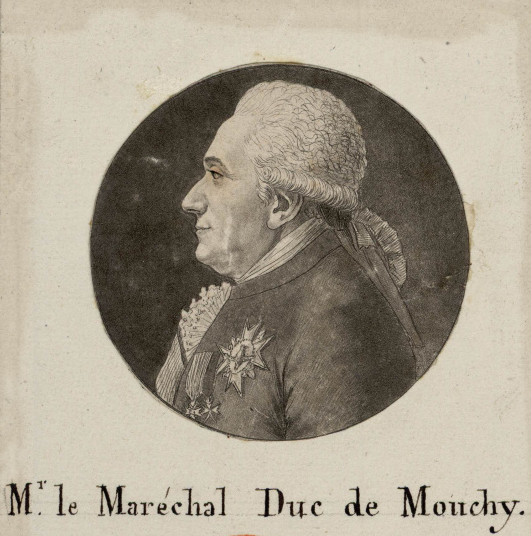
菲利普·德·诺瓦耶，第一代穆希公爵

菲利普·德·诺瓦耶，第一代普瓦亲王，第一代穆希公爵，第一代普瓦公爵（法語：Philippe de Noailles, 1er prince de Poix, 1er duc de Mouchy, 1er duc de Poix，1715年12月27日—1794年6月27日），第四代诺瓦耶公爵路易·德·诺瓦耶的弟弟，超过他的兄弟成为一个杰出的军事家。他在明登战役和其他战役中声名显赫，1775年被授于法国元帅。
菲利普在1729年得到西班牙普瓦亲王（prince de Poix）的头衔，1747年被授于穆希公爵爵位。他在1767年又获得法国普瓦公爵（duc de Poix）荣誉头衔。普瓦亲王（prince de Poix）的头衔在1747年他的儿子夏尔·阿德里安·德·诺瓦耶出生后继承，夏尔·阿德里安和另外两个儿子早夭，爵位传递给菲利普·路易·马克·安托万·德·诺瓦耶。
诺瓦耶三个幸存的儿子中的两个：菲利普·路易·马克·安托万·德·诺瓦耶和路易-马里，诺瓦耶子爵是国民制宪大会的成员。
| 新爵位 | 穆希公爵 1747年—1794年 | 繼任： 菲利普·路易·马克·安托万·德·诺瓦耶 |
| 新爵位 | 普瓦亲王 1729年—1747年 | 繼任： 夏尔·阿德里安·德·诺瓦耶           |